# 팡팡! 종이랜드
《팡팡! 종이랜드》(영어: Pop Paper City)는 LoveLove Films가 만든 영국의 애니메이션으로, Channel 5에서 방영했다. 대한민국에서는 대교어린이TV에서 방영했다.

## 등장 인물
- 통통
- 리니
- 미니미니
- 폼폼
- 또또
- 씽씽
- 만능 손

## 우리말 녹음 출연
- 정혜원: 통통, 리니
- 김하루: 미니미니
- 차영희: 폼폼
- 이엘리사: 또또, 씽씽
- 김선웅: 만능 손

### 제작진
- 수급: 홍빛나래
- 편성: 박진경
- 운행: 김해주
- 웹디자인: 최진아
- 마케팅: 이지윤
- 번역: 큰나무 미디어
- CG: 김현경
- 녹음/믹싱: 송원영
- 우리말 연출: 홍기선
- 기획/제작: 대교어린이TV